# Trovafloxacine
La trovafloxacine (Trovan) est un antibiotique de type fluoroquinolone de quatrième génération. Commercialisée par Pfizer, la molécule fut au centre d'un scandale d'essai sauvage au Nigeria qui donna lieu à plusieurs procès.
La trovafloxacine, fluoroquinolone, dérivée de la 1,8-naphtyridine et possédant trois atomes de fluor, fut mise sur le marché en 1997 avant d'être interdite en Europe et aux Etats-Unis en raison de graves effets hépatiques (hépatite médicamenteuse). Le médicament est retiré du marché mondial en 1999.

## Affaire du Trovan
Cette affaire, ébruitée dès 2000, aurait inspiré le roman La constance du jardinier (2000) de John le Carré et le film (2005) qui a été tiré du livre.

### Rapport oublié du Nigeria
Un rapport daté de 2001 a été rédigé par des experts du ministère fédéral de la santé du Nigeria. Il s'agit d'un document d'une centaine de pages, intitulé Rapport de la commission d'enquête sur les essais cliniques du Trovan par Pfizer, Kano, 1996 (document de 83 pages, disponible en pdf sur le site Internet du Washington Post). La commission d'enquête nigériane n'aurait peut-être jamais été formée si le Washington Post n'avait, en décembre 2000, publié une enquête approfondie sur les essais cliniques que les laboratoires pharmaceutiques mènent dans les pays en développement.
Ce médicament ne sera autorisé qu'en 1997 aux États-Unis, et uniquement pour les adultes.
Le rapport met en cause Pfizer qui aurait pratiqué un essai illégal de la trovafloxacine (Trovan) en 1996 sur une centaine d'enfants et nourrissons à l'occasion d'une épidémie de méningite et de rougeole, une autre centaine étant traitée à la ceftriaxone, antibiotique du groupe Hoffmann-La Roche. Pfizer affirmera avoir obtenu l'accord oral des familles des enfants. Sur les 200 enfants traités à Kano, cinq traités au Trovan seraient morts sans que l'on puisse affirmer que la molécule était en cause, et six parmi ceux traités à la ceftriaxone. Beaucoup d'autres enfants traités seraient atteints de lésions du cerveau, de surdité ou de paralysie.
Les rapporteurs établissent que Pfizer n'a jamais obtenu d'autorisation formelle des autorités de santé du Nigeria d'administrer le Trovan. Le rapport conclut que Pfizer a mené un « essai clinique illégal d'une molécule non encore homologuée », et que cette opération, qui viole la loi du Nigeria, la Déclaration d'Helsinki sur l'éthique des essais cliniques et la Convention internationale des droits de l'enfant, « est un exemple parfait d'exploitation de l'ignorance ».
En 2001, à l'issue de cette enquête journalistique, trente familles nigérianes ont porté plainte devant un tribunal new-yorkais contre l'utilisation de leurs enfants. Mais leurs avocats ont toujours échoué à obtenir le rapport de la commission d'enquête.
Cinq ans durant, le rapport nigérian est resté dans les tiroirs de l'administration locale. Il a été subtilisé et confié, début mai 2006, au Washington Post sous anonymat. Le Washington Post en fera état le 7 mai 2006.
Le Washington Post a remis en mai 2006 le rapport à Pfizer, qui affirme que « le gouvernement nigérian n'a jamais informé Pfizer des conclusions des rapporteurs » et que le laboratoire ignorait même « qu'un rapport était issu des travaux de la commission d'enquête. Cependant, comme nous n'avons cessé de le répéter, Pfizer a mené des essais cliniques après avoir pleinement informé les autorités sanitaires du Nigeria, en accord avec la loi de ce pays et en restant fidèle à l'engagement du laboratoire sur le respect de la sécurité du patient ». Pfizer ajoute qu'il « proteste vigoureusement contre toute tentative d'insinuer que le laboratoire a violé les règles éthiques ».

### Procès
Le gouvernement nigérian réclame sept milliards de dollars de dommages et intérêts, dans une plainte déposée auprès de la Cour Suprême fédérale du Nigeria,. Les premières auditions ont eu lieu le 26 juin 2007.
Les autorités de l'État de Kano ont intenté en mai 2007 un procès semblable à Pfizer devant la Haute Cour de l'État, réclamant 2,75 milliards de dollars d'indemnités à la société pharmaceutique pour avoir « secrètement utilisé des enfants comme cobayes dans les tests d'un médicament sous le prétexte d'apporter une aide humanitaire ». Le procureur général de l'État du Kano, Aliyu Umar, a demandé au tribunal de retenir contre le laboratoire 29 chefs d'accusation dont « comportement antiéthique, comportement délictueux, complot, dissimulation et la mort de victimes innocentes ».
En février 2009, Pfizer décide de clore le cas et réunit les parties impliquées au mois de mars à Rome. Un accord a été trouvé après de nombreux mois de négociation entre Pfizer et le Gouvernement de l'État de Kano, qui représente les 200 plaignants, grâce à la médiation de l'ex-leader militaire nigérian Yakubu Gowon et de l'ex-président américain Jimmy Carter. L'accord prévoit que Pfizer verse 75 millions de dollars, en partie aux victimes et en partie à l'État de Kano,.
En novembre 2013 se termine la construction du nouvel hôpital de la ville de Kano, qui faisait partie de l'accord entre le Gouvernement nigérian et la multinationale Pfizer. De sa part, le Gouvernement a retiré toutes les accusations contre la multinationale pour la mort des enfants durant l'épidémie de 1996. Deux procès sont en cours à New York, aux États-Unis.

### Pressions et perte des dossiers
En octobre 2009, on découvre que les dossiers médicaux des victimes ont été perdus. L'annonce de cette perte a été donnée après que l'Avocat Général de l'État, Barrister Aliyu Umar, a confirmé que l'État de Kano a reçu la somme de 10 millions de dollars de la part de Pfizer, comme partie de la résolution du procès.
Le 10 décembre 2010, le site Wikileaks dévoile que Pfizer aurait tenté de faire du chantage sur les autorités du Nigéria, selon une note de l'ambassade américaine à Abuja (classée confidentielle). La note est publiée en premier par le journal anglais The Guardian. Le document indique que la multinationale a payé un détective privé pour trouver des preuves de corruption contre le procureur général Michael Aondoakaa, pour le forcer à clore le cas : le procureur avait été en effet impliqué dans la presse locale dans des épisodes de corruption entre les mois de février et mars 2009.